# Carmen Marcu
Carmen Marcu (30 agosto 2001) è una calciatrice rumena, attaccante dell'U Olimpia Cluj e della nazionale rumena.
Legata al club di Cluj-Napoca per tutta l'ultima parte della carriera, all'estate 2022 ha conquistato due titoli di Campione di Romania e altrettante coppe nazionali, disputando inoltre tre stagioni di UEFA Women's Champions League consecutive.

## Carriera

### Club
Marcu si appassiona al calcio fin da giovanissima, iniziando l'attività giocando con i ragazzini.
Inizia a far parte di una squadra interamente femminile all'Università Dunărea de Jos di Galați, debuttando con la maglia dell'a squadra che rappresenta l'ateneo il 13 marzo 2016, in una partita di Liga contro il Viitorul Reghin, incontro dove all'età di 14 anni sigla la sua prima rete fornendo inoltre un assist.
Nell'estate 2020 Marcu si trasferisce alle campionesse di Romania in carica dell'U Olimpia Cluj. Con la maglia del club con sede a Cluj-Napoca disputa la Liga I, massimo livello del campionato rumeno di categoria, condividendo con le compagne i due double campionato-Coppa di Romania nelle sue due prima stagioni all'Olimpia Cluj. Questi risultati le consentono di debuttare in UEFA Women's Champions League dall'edizione 2020-2021, il 13 novembre 2020, nell'incontro vinto 2-1 sulle maltesi del Birkirkara nel turno di preliminare di qualificazione, disputando anche le due successive edizioni senza che la sua squadra riuscisse ad accedere al turno successivo.

## Palmarès

### Club
- Campionato rumeno: 2

Olimpia Cluj: 2020-2021, 2021-2022
- Coppa della Romania femminile: 2

Olimpia Cluj: 2020-2021, 2021-2022